# Anna-Lena Grönefeld
Anna-Lena Grönefeld, född 4 juni 1985 i Nordhorn i Tyskland, är en tysk högerhänt professionell tennisspelare.

## Tenniskarriären
Anna-Lena Grönefeld blev professionell spelare på WTA-touren i april 2003. Hon har hittills under karriären (juli 2007) vunnit en singel- och sex dubbeltitlar på touren och dessutom sju singel- och en dubbeltitel i ITF-turneringar. Vid säsongavslutningen 2004 rankades hon första gången bättre än nummer 100 (75:e plats) i singel och därefter har hon åtskilligt förbättrat sin placering. Som bäst rankades hon som nummer 14 (april 2006). Ännu bättre noteringar har hon i dubbel, där hon som bäst rankades som nummer sju (mars 2006).
Grönefeld vann sin första internationella singeltitel på ITF-cirkusen 2002 (Saulgau i Tyskland). Året därpå, 2003, vann hon ytterligare fyra ITF-titlar (Hull, Hamilton, Vancouver, och Oyster Bay) och följande säsong, 2004, två ITF-titlar (Modena och Denain). 
Hon fick sitt genombrott säsongen 2005 då hon nådde tre WTA-finaler i singel (Pattaya City, Beijing och Luxemburg) och vann tre WTA-dubbeltitlar tillsammans med Meghann Shaughnessy, Marion Bartoli och Martina Navratilova. Nästföljande säsong, 2006, vann hon sin första singeltitel på WTA-touren genom finalseger över italienskan Flavia Pennetta i Tier-III-turneringen i Acapulco (Abierta Mexicano TELCEL). I samma turnering vann hon samtidigt dubbeltiteln tillsammans med Shaugnessy. Hon nådde också kvartsfinalen i Franska öppna som hon dock förlorade mot Justine Henin. 
Grönefeld/Shaugnessy vann dubbeltiteln i Sydney i början av 2007. För övrigt har säsongen 2007 varit mindre lyckosam, på grund av en luftvägsinfektion och skadeproblem var Anna-Lena tvungen att avstå från några turneringar. Ett antal förstarondsförluster under säsongen har fått hennes ranking att dala utanför 100-listan för närvarande (juli 2007). 
År 2006 representerade hon Tyskland tillsammans med Nicolas Kiefer i Hopman Cup. Hon deltog i det tyska Fed Cup-laget 2004–2006. Hon har spelat 15 matcher av vilka hon vunnit nio.   

## Spelaren och personen
Anna-Lena Grönefeld började spela tennis som femåring och gjorde snabbt stora framsteg. Hennes förebild som tennisspelare är Steffi Graf. Grönefeld är en storväxt idrottare (180 cm lång, vikt 67 kg). Hon spelar med tvåhandsfattning på backhand. Hon har också andra sportintressen som handboll och basketboll.

## Titlar påWTA-touren
- Singel
  - 2006 - Acapulco;
- Dubbel  
  - 2005 - Pattaya City (med Marion Bartoli), Toronto (med Martina Navratilova), Bali (med Shaughnessy).
  - 2006 - Acapulco (med Meghann Shaughnessy), Stanford (med Shahar Pe'er)
  - 2007 - Sydney (med Shaughnessy)
  - 2008 - Stuttgart (med Patty Schnyder), Quebec (med Vania King)
  - 2009 - Brisbane (med King), Linz (med Katarina Srebotnik)
  - 2010 - Köpenhamn (med Julia Görges)
  - 2012 - Linz (med Květa Peschke)
  - 2013 - Bryssel (med Peschke)
  - 2014 - Paris (med Peschke)
  - 2017 - Prag (med Peschke)